# Tricholoma vaccinum
A Tricholoma vaccinum é uma espécie de fungo do gênero Tricholoma. Produz basidiomas de tamanho médio que têm um píleo distinto marrom-avermelhado peludo, com uma margem desgrenhada quando novos. O píleo, que pode atingir um diâmetro de até 6,5 cm de largura, se divide em escamas achatadas na maturidade. Possui lamelas creme-amareladas a rosadas com manchas marrons. Seu estipe fibroso e oco é branco na parte superior e marrom-avermelhado na parte inferior e mede de 4 a 7,5 cm de comprimento. Embora os basidiomas novos tenham um véu parcial, ele não deixa um anel no estipe.
Amplamente distribuída no Hemisfério Norte, a Tricholoma vaccinum é encontrada no norte da Ásia, na Europa e na América do Norte. O fungo cresce em uma associação micorrízica com espruces ou pinheiros, e seus cogumelos são encontrados no solo, crescendo em grupos no final do verão e no outono. Embora alguns considerem o cogumelo comestível, ele é de baixa qualidade e não é recomendado para consumo. As ectomicorrizas da T. vaccinum têm sido objeto de pesquisas consideráveis.

## Taxonomia
A espécie foi descrita pela primeira vez em 1774 pelo micologista alemão Jacob Christian Schäffer como Agaricus vaccinus. De acordo com o MycoBank, os sinônimos incluem Agaricus rufolivescens, de August Batsch, em 1783, e Amanita punctata var. punctata, de 1783, e Gyrophila vaccina, de Lucien Quélet, de 1886. Marcel Bon descreveu a variedade T. vaccinum var. fulvosquamosum em 1970, que tem escamulas (escamas minúsculas) dispostas de forma concêntrica no píleo; Manfred Enderle publicou esse táxon como uma forma em 2004.
De acordo com a classificação infragenérica de Tricholoma proposta por Rolf Singer em 1986, Tricholoma vaccinum é colocada na seção Imbricata, subgênero Tricholoma no gênero Tricholoma. Imbricata inclui espécies com uma pileipellis seca, com uma textura que varia de áspera ou escamosa (semelhante a camurça) a quase lisa. O epíteto específico deriva da palavra em latim vaccinus e significa "pertencente a vacas", provavelmente em referência à sua cor. Os nomes comuns na língua inglesa do cogumelo incluem russet scaly tricholoma, fuzztop, e scaly knight.

## Descrição

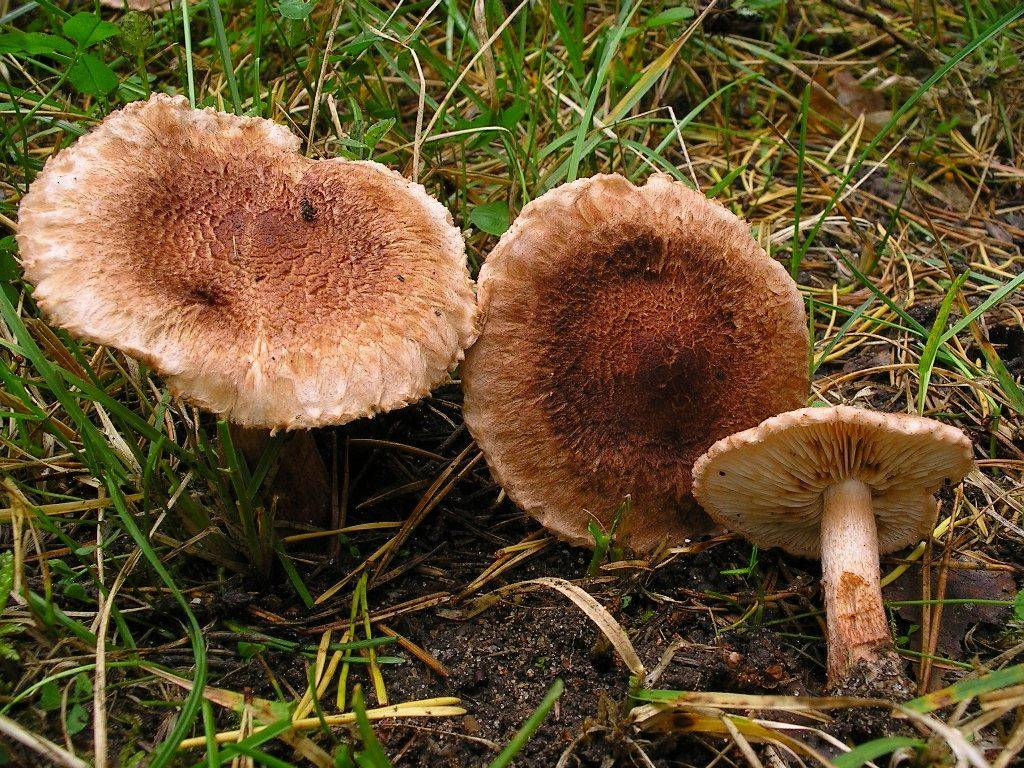
Coleção da Suécia

O píleo é inicialmente cônico, depois convexo e, por fim, achatado; seu diâmetro geralmente fica entre 2,5 e 8 cm. A margem do píleo é inicialmente curvada para dentro e desgrenhada por causa de restos pendentes do véu parcial. O véu parcial é semelhante ao algodão e não deixa um anel no estipe. A superfície fibrosa e escamosa do píleo varia de cor entre canela avermelhada e laranja amarronzada. As lamelas têm uma fixação adnata a sinuosa no estipe e são agrupadas. Há entre três e nove camadas de lamelas curtas que não se estendem completamente da borda do píleo até o estipe. As lamelas são brancas e frequentemente manchadas de marrom avermelhado. O estipe tem de 3 a 8 cm de comprimento e de 1 a 2 cm de espessura, tornando-se oco com a maturidade. Sua largura é aproximadamente igual em todo o seu comprimento e sua cor varia de esbranquiçada à mesma cor do píleo, porém mais clara, e, as vezes, com manchas marrom-avermelhadas; sua cor é mais clara perto do ápice. Assim como o píleo, a superfície do estipe é fibrosa a escamosa. O odor dos basidiomas é desagradável.
Os cogumelos produzem uma esporada branca; os esporos são amplamente elípticos, lisos, hialinos (translúcidos), não amiloides, medindo 6 a 7,5 por 4 a 5 μm. Os basídios (células portadoras de esporos) têm quatro esporos, sem fíbulas, e medem 17 a 32 por 6,0 a 7,5 μm. O himênio não tem cistídios. O arranjo das hifas na pileipellis varia de uma cutis (com hifas paralelas à superfície do píleo) a uma tricoderma (hifas perpendiculares à superfície do píleo); essas hifas são aproximadamente cilíndricas e medem de 3,5 a 8,0 μm de largura, com extremidades aproximadamente cilíndricas a em forma de taco, com 6,0 a 11,0 μm de largura. Não há fíbulas nas hifas de T. vaccinum.
Embora os basidiomas tenham sido considerados comestíveis algumas vezes, eles são de baixa qualidade e geralmente não são recomendados para consumo devido à sua semelhança e potencial de confusão com Tricholomas marrons tóxicos. Orson K. Miller, Jr. os considera "amargos e não comestíveis". Roger Phillips diz que eles podem ser venenosos. Os basidiomas podem ser usados para criar corantes amarelos para colorir lã ou outras fibras.

### Espécies semelhantes

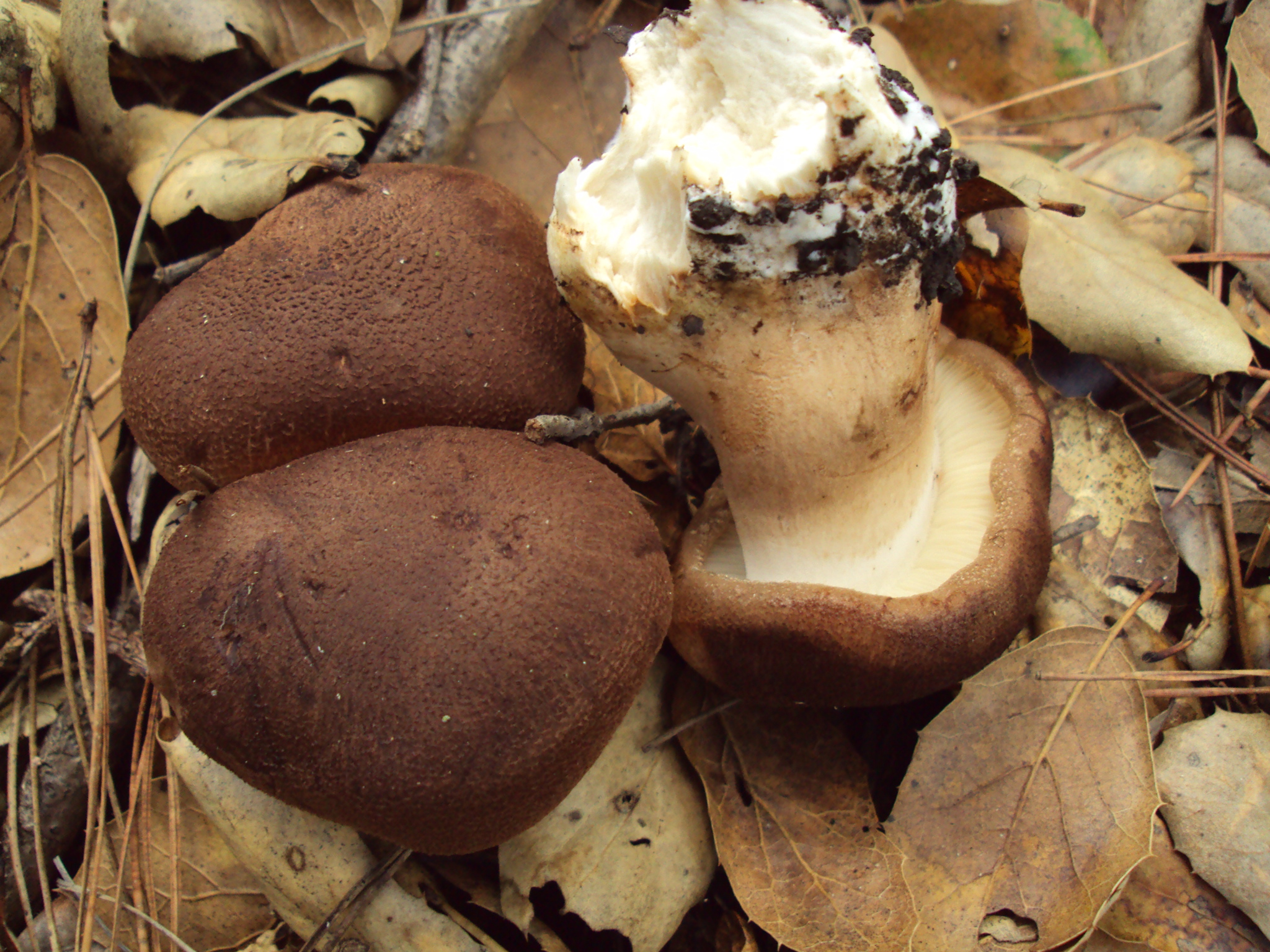
Tricholoma imbricatum

Com seu píleo lanoso marrom-avermelhado, lamelas brancas e estipe oco, o Tricholoma vaccinum é um cogumelo bastante distinto e é improvável que seja confundido com outros Tricholoma. O Tricholoma imbricatum se parece um pouco com o T. vaccinum, mas tem cores marrons mais opacas, é menos robusto em estatura e tem um estipe sólido (não oco). Outro cogumelo semelhante, o T. inodermeum, tem uma textura de píleo menos lanosa e carne que se torna vermelho-rosada brilhante quando ferida; associa-se apenas a espécies de pinheiros e prefere solo calcário. Outras espécies de Tricholoma de cor marrom incluem T. fracticum, T. dryophilum e T. muricatum. A superfície escamosa e fibrosa do píleo de T. vaccinum pode ser confundida com Inocybe, mas as espécies desse gênero podem ser distinguidas por suas esporadas marrons.

## Habitat e distribuição

Os cogumelos geralmente crescem no solo em meio ao musgo, como este aglomerado fotografado sob um espruce no Oregon.

A Tricholoma vaccinum é uma espécie micorrízica e cresce em associação com árvores coníferas, especialmente pinheiros e espruces. Ela forma ectomicorrizas que foram chamadas de "tipo de exploração de franja de média distância", o que indica o papel ecológico da ectomicorriza na ocupação do espaço no solo, seu possível alcance em relação à aquisição de nutrientes e sua demanda de carboidratos que precisam ser investidos pelas árvores para seus parceiros fúngicos. Os basidiomas geralmente aparecem em grupos ou aglomerados no solo, as vezes com musgo. O fungo frutifica no final do verão e no outono. É encontrado no norte da Ásia, na Europa e, na América do Norte, é amplamente distribuído nos Estados Unidos e no Canadá, e também foi registrado no México. É uma das espécies mais comuns de Tricholoma na Europa Central, e é frequentemente encontrado em grandes grupos em florestas de espruces. É raro no Reino Unido e a maioria dos registros vem da Escócia. O fungo pode estar extinto na Holanda.
A ectomicorriza de T. vaccinum tem sido objeto de pesquisas consideráveis. As ectomicorrizas das espécies de Tricholoma podem variar consideravelmente entre as espécies do gênero, e as diferenças na estrutura dos rizomorfos (fusões de hifas em forma de cordão que se assemelham a uma raiz) têm sido usadas para identificar as espécies. As micorrizas formadas com o espruce da Noruega (Picea abies) são visivelmente peludas com numerosas hifas. As hifas são parcialmente densamente interconectadas a rizomorfos que têm um pigmento em sua membrana externa. As hifas emanadas, em sua maioria, não possuem "septos de contato" (septos simples totalmente desenvolvidos) e fíbulas de contato, e as hifas rizomorfas variam acentuadamente em diâmetro. A rede de Hartig (uma rede de hifas que se estende para dentro da raiz) formada pela T. vaccinum cresce mais profundamente em direção à epiderme, é composta por mais fileiras de hifas e tem mais células de tanino próximas à epiderme e, consequentemente, menos células corticais nessa posição. É nessa posição que os rizomorfos fazem o contato mais próximo com as radículas. O manto é prosenquimatoso, o que significa que as hifas constituintes são organizadas de forma frouxa, com espaços entre elas. Uma combinação de técnicas, incluindo fratura por congelamento e microscopia eletrônica de varredura, foi usada para investigar a microestrutura das ectomicorrizas, incluindo a espessura do manto interno e a natureza da interface entre a rede de Hartig e as células hospedeiras. Vários genes fúngicos expressos especificamente durante a interação ectomicorrízica entre T. vaccinum e Picea abies foram identificados, incluindo alguns envolvidos em uma resposta a patógenos de plantas, troca de nutrientes e crescimento na planta, transdução de sinais e reação ao estresse agudo. A primeira enzima fúngica aldeído desidrogenase caracterizada, ALD1, ajuda a contornar o estresse do etanol - uma função crítica em habitats micorrízicos.